# Кальеха, Хавьер
Хавье́р Калье́ха Реви́лья (исп. Javier Calleja Revilla; род. 12 мая 1978, Мадрид, Испания) — испанский футболист и футбольный тренер. В качестве игрока известен по выступлениям за клубы «Малага» и «Вильярреал».

## Карьера футболиста
Кальеха — воспитанник футбольной академии клуба мадридского «Реала». Он выступал за резервную команду «Реал Мадрид C». В 1998 году Хавьер покинул столицу Мадрид и некоторое время выступал за клубы «Альмерия» и «Алькала».
В 1999 году Кальеха подписал соглашение с «Вильярреалом». Для получения игровой практики он был сразу же отдан в аренду в «Онду». В 2000 году Хавьер вернулся в «Жёлтую субмарину» и стал одним из лидеров клуба. В 2005 году он помог команде дойти до 1/4 Кубка УЕФА и квалифицироваться в зоне Лиги чемпионов. В 2006 году Кальеха вышел вместе в «Вильярреалом» в полуфинал Лиги чемпионов.
Летом того же года Хавьер покинул клуб и перешёл в «Малагу». В своём втором сезоне он помог «анчоусам» выйти в Ла Лигу. В 2009 году Кальеха перешёл в «Осасуну». 30 августа в матче против своего бывшего клуба «Вильярреала» он дебютировал за новый клуб. 15 января 2011 года вновь в поединке против «Вильярреала» Хавьер забил свой первый гол за команду. В 2012 году Кальеха завершил карьеру футболиста.

## Тренерская карьера
С 2017 года являлся главным тренером «Вильярреала». 10 декабря 2018 года ушёл в отставку со своего поста. 29 января 2019 года вновь возглавил «Вильярреал».

## Достижения
«Вильярреал»
- Обладатель Кубка Интертото (2): 2003, 2004